# Ab in den Süden (Lied)
Ab in den Süden ist ein Lied des deutschen Partyschlagersängers Buddy aus dem Jahr 2001, das zusammen mit dem österreichischen DJ The Wave im Juni 2003 zum Nummer-eins-Hit avancierte.

## Hintergrund
Das Lied wurde vom Interpreten Buddy (Sebastian Erl), gemeinsam mit den Koautoren Olaf Jeglitza (O-Jay) und Boris Köhler geschrieben beziehungsweise komponiert. O-Jay zeichnete darüber hinaus, zusammen mit Gary B., für die Produktion verantwortlich.
Die Erstveröffentlichung von Ab in den Süden erfolgte im Jahr 2001 als Promo-Tonträger durch Polydor. 2003 folgte die offizielle Singleveröffentlichung durch Warner Music. In den folgenden Monaten und Jahren erschienen diverse Neuauflagen und Abwandlungen, so unter anderem Ab in den Norden oder auch Ab auf die Piste. Letzteres wurde alleine durch Buddy interpretiert. In Deutschland kürte die GfK Entertainment das Lied zum Sommerhit des Jahres.
Seit 2016 ist das Lied auch titelgebend für ein gleichnamiges Schlager-Musical von Espen Nowacki, dessen Musik neben dem Titel auf 49 weitere bekannte Schlagerlieder aufbaut.

## Rezeption

### Charts und Chartplatzierungen
| ChartsChartplatzierungen | Höchstplatzierung | Wochen |
| ------------------------ | ----------------- | ------ |
| Deutschland (GfK)        | 2 (26 Wo.)        | 26     |
| Österreich (Ö3)          | 1 (28 Wo.)        | 28     |
| Schweiz (IFPI)           | 34 (14 Wo.)       | 14     |

| ChartsJahrescharts (2003) | Platzierung |
| ------------------------- | ----------- |
| Deutschland (GfK)         | 13          |
| Österreich (Ö3)           | 1           |

| ChartsChartplatzierungen | Höchstplatzierung | Wochen |
| ------------------------ | ----------------- | ------ |
| Deutschland (GfK)        | 56 (9 Wo.)        | 9      |
| Österreich (Ö3)          | 20 (12 Wo.)       | 12     |

### Auszeichnungen für Musikverkäufe
Ab in den Süden

| Land/Region        | Auszeichnungen für Musikverkäufe (Land/Region, Auszeichnung, Verkäufe) | Verkäufe |
| ------------------ | ---------------------------------------------------------------------- | -------- |
| Deutschland (BVMI) | Gold                                                                   | 150.000  |
| Österreich (IFPI)  | 2× Platin                                                              | 60.000   |
| Insgesamt          | 1× Gold · 2× Platin ·                                                  | 210.000  |